# Editorial Pre-Textos
Editorial Pre-Textos este o editură spaniolă, înființată în 1976 de Manuel Borrás Arana, Manuel Ramírez Giménez și Silvia Pratdesaba.
În 1997 a obținut Premiul Național pentru cea mai bună activitate editorială culturală din Spania. Inspectoratul de Cultură al Comunității Valenciene i-a acordat premiile pentru cele mai bune cărți publicate în limba spaniolă în 2000, 2001 și 2002, iar Consell Valencià de Cultura a distins-o cu Medalia regională pentru difuzarea culturii. În 2008 editura a fost premiată pentru promovarea și difuzarea literaturii spaniole în Spania și în America Latină la Târgul Internațional de Carte de la Guadalajara, Mexic. În 2009 a obținut premiul pentru editura anului la Târgul Internațional de Carte de la Lima, Peru.
Ea publică anual cărțile distinse cu premiile pentru poezie Emilio Prados și Arcipreste de Hita, ambele decernate autorilor cu vârsta sub 35 de ani, cu premiul pentru poezie Villa de Cox, cu premiul internațional pentru critică literară Amado Alonso, cu premiul internațional pentru cercetare literară Gerardo Diego, cu premiile Consiliului Cultural al Cantabriei pentru poezie, roman și povestiri, cu premiul internațional pentru proză scurtă Max Aub, precum și cu premiile Vicente Blasco Ibáñez, Juan Gil-Albert și Celia Amorós.
Începând din anul 2011 Editorial Pre-Textos acordă premiul Pre-Textos, o recunoaștere onorifică oferită celor mai bune cărți publicate de editură, potrivit opiniei cititorilor săi.
În catalogul Pre-Textos figurează mai mult de 1500 de titluri și sunt incluși mulți dintre autorii contemporani cei mai importanți în domeniul ficțiunii, eseului și poeziei, atât în limba spaniolă, cât și în traducere, cum ar fi Anton Cehov, Federico García Lorca, Azorín, Fernando Pessoa, Guy Debord, Elias Canetti, Charles Baudelaire, Joseph Conrad, Jacques Derrida, Cesare Pavese, John Updike, Claudio Magris și José Emilio Pacheco.

## Legături externe
- Materiale media legate de Editorial Pre-Textos la Wikimedia Commons
- Editorial Pre-Textos